# 茨城県女子サッカーリーグ
茨城県女子サッカーリーグ（いばらきけんじょしサッカーリーグ）は、日本の茨城県に所在する女子（第5種）登録チームが参加する女子サッカーリーグである。日本全国の都道府県にある都道府県リーグのひとつであり、日本の女子サッカーリーグ編成において4部に相当する。

## 概要
1995年に6つのチームで設立された。2020年現在、1部・6チーム、2部・12チームで構成される。茨城県内で新たに女子サッカーリーグに参加する場合、県2部リーグから参加。リーグスケジュールは、1部で10月～翌1月、2部は、10月～12月（それぞれ2020年時点。）にかけて開催される。1部は、リーグ方式で行い、2部は、12チームを2つのグループに分け、対戦する。1部リーグ最下位のチームは、2部のグループ総合順位の優勝チームと自動入れ替えで降格となる。
1部リーグ優勝チームは関東女子サッカーリーグ入替え戦への参加権を得る。入替え戦では関東の1都7県の都県リーグ優勝チームが参加する関東トーナメント戦で上位2位に入った後、関東女子サッカーリーグ下位2チームとの入替え戦に勝利すると関東女子サッカーリーグへの参加得ることが出来る。

## 参加クラブ（2021シーズン）

### 1部（6チーム）
- 昨シーズン優勝した「FC水戸シルエラ」が都合により、上位リーグへの入替戦を辞退したため、引き続き、県リーグでの参戦となる。

| クラブ名                       | ホームタウン | 設立年 | 備考           |
| ------------------------------ | ------------ | ------ | -------------- |
| FC水戸シルエラ                 | 水戸市       | 2012   | 公式サイト     |
| 東小沢FCバンビーナ             | 日立市       | 2003   | 公式サイト     |
| 鹿島学園高等学校女子サッカー部 | 鹿嶋市       |        | 学校公式サイト |
| 霞ヶ浦高等学校女子サッカー部   | 阿見町       |        | 学校公式サイト |
| KASHIMA-LSC                    | 鹿嶋市       |        |                |
| 茨城フットボールアカデミー     | つくば市     | 2016   | 公式サイト     |

### 2部（12チーム）
- 昨シーズンに引き続き、12チームを2つのグループに分けて対戦。

　★・・・2021シーズンより、リーグに参入。
| LFC桜川ゆめみ野                | 桜川市     |      | 公式サイト           | つくばFCレディースユース       | つくば市       |      | 公式サイト           |
| Pretty310（ミト）Liebe         | 水戸市     |      | チーム公式Twitter    | ベラローツ日立                 | 日立市         | 2013 | 公式サイト           |
| PORTALA 水戸 LADIES            | 水戸市     |      | 公式サイト           | KASUMIGAURA LUCE FC            | 阿見町         |      | チームFacebookサイト |
| OVEST LADIES ★                 | 猿島郡境町 |      | チームFacebookサイト | オール茨城                     | かすみがうら市 |      |                      |
| 常磐大学高等学校女子サッカー部 | 水戸市     | 2001 | 学校公式サイト       | 水戸第三高等学校女子サッカー部 | 水戸市         |      | 公式サイト           |
| 日立第二高等学校女子サッカー部 | 日立市     |      | 学校公式サイト       | 土浦第二高等学校女子サッカー部 | 石岡市         |      | 学校公式サイト       |

## リーグ成績

### 1部（2020シーズン）
- 期間　2020年10月18日（日） ～ 2021年01月17日（日）[1]

- 新型コロナウイルス感染拡大の影響により、最終節の一部試合が延期。首位の「FC水戸シルエラ」が、第4節にてリーグ優勝を決めている。

| 順位 | チーム名                       | 試合数 | 勝点 | 勝 | 分 | 敗 | 得点 | 失点 | 得失差 |
| 優勝 | FC水戸シルエラ                 | 5      | 13   | 4  | 1  | 0  | 23   | 1    | +22    |
| 2位  | 鹿島学園高等学校女子サッカー部 | 4      | 9    | 3  | 0  | 1  | 7    | 6    | +1     |
| 3位  | 茨城フットボールアカデミー     | 5      | 8    | 2  | 2  | 1  | 5    | 3    | +2     |
| 4位  | KASHIMA-LSC                    | 4      | 4    | 1  | 1  | 2  | 6    | 9    | -3     |
| 5位  | 霞ヶ浦高等学校女子サッカー部   | 4      | 3    | 1  | 0  | 3  | 3    | 8    | -5     |
| 6位  | 東小沢FCバンビーナ             | 4      | 0    | 0  | 0  | 4  | 0    | 17   | -17    |

### 2部（2020シーズン）
- 期間　2020年10月18日（日） ～ 2020年12月30日（水）[2]

- 新型コロナウイルス感染拡大の影響により、第4節・最終節の一部試合が延期。

| G総合順位 | G別順位 | チーム名                       | 試合数 | 勝点 | 勝 | 分 | 敗 | 得点 | 失点 | 得失差 |
| 1位       | B1      | LFC桜川ゆめみ野                | 5      | 13   | 4  | 1  | 0  | 14   | 4    | +10    |
| 2位       | B2      | 土浦第二高等学校女子サッカー部 | 5      | 10   | 3  | 1  | 1  | 10   | 5    | +5     |
| 3位       | A1      | 常磐大学高等学校女子サッカー部 | 4      | 9    | 3  | 0  | 1  | 6    | 2    | +4     |
| 4位       | A2      | つくばFCレディースユース       | 4      | 9    | 3  | 0  | 1  | 6    | 3    | +3     |
| 5位       | A3      | KASUMIGAURA LUCE FC            | 5      | 7    | 2  | 1  | 2  | 10   | 3    | +7     |
| 6位       | B3      | PORTALA 水戸 LADIES            | 5      | 6    | 5  | 2  | 0  | 13   | 8    | +5     |
| 7位       | A4      | Pretty310（ミト）Liebe         | 4      | 6    | 4  | 2  | 0  | 5    | 3    | +2     |
| 8位       | A5      | 水戸第三高等学校女子サッカー部 | 4      | 4    | 1  | 1  | 2  | 5    | 6    | -1     |
| 9位       | B4      | 日立第二高等学校女子サッカー部 | 5      | 4    | 1  | 1  | 3  | 6    | 10   | -4     |
| 10位      | B5      | ベラローツ日立                 | 4      | 4    | 1  | 1  | 2  | 4    | 9    | -5     |
| 11位      | B6      | オール茨城                     | 4      | 3    | 1  | 0  | 3  | 4    | 15   | -11    |
| 12位      | A6      | 茨城大学女子サッカー部         | 3      | 0    | 0  | 0  | 3  | 0    | 15   | -15    |

## 過去のリーグ1部優勝チーム
- 2006年 筑波大学女子サッカー部[3]
- 2007年 KASHIMA-LSC[4]
- 2008年 KASHIMA-LSC
- 2009年 KASHIMA-LSC[5]
- 2010年 筑波大学女子サッカー部[6]
- 2011年 つくばFCレディース[7]
- 2018年 流通経済大学女子サッカー部[8]
- 2019年 FC水戸シルエラ[9]
- 2020年 FC水戸シルエラ
- 2021年 鹿島学園高等学校女子サッカー部